# 遠望型衛星追跡艦

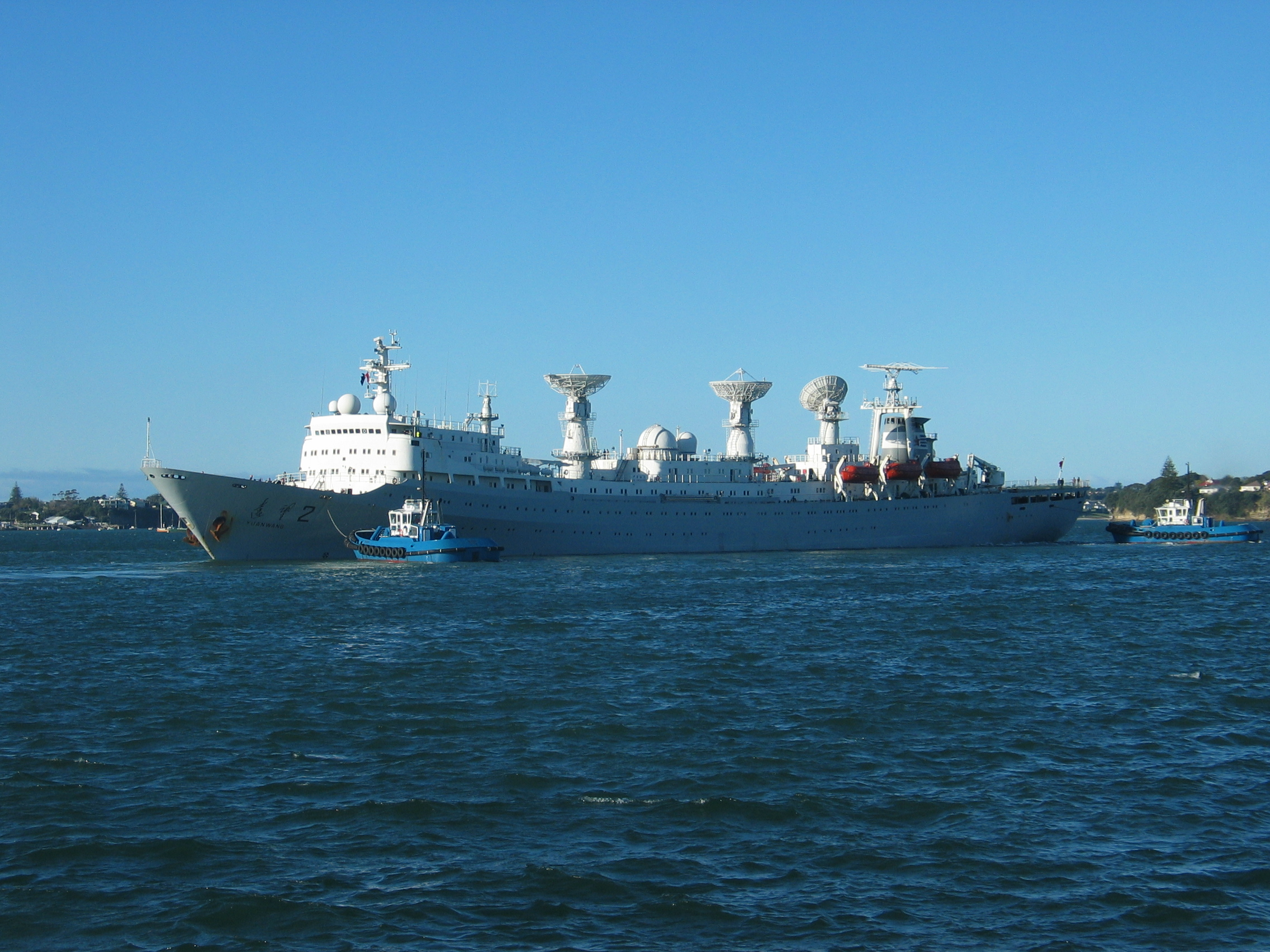
ニュージーランドに寄航した遠望2号（2005年10月27日）

遠望型衛星追跡艦（えんぼうがたえいせいついせきかん、ユァン‐ワン、Yuanwang）は、中国人民解放軍海軍の運用する衛星追跡艦兼ミサイル追跡艦、およびロケット輸送艦である。その任務が共通することから、いずれも同じ「遠望」の艦名に番号が振られているが、設計が同型というわけではない。

## 開発
1960年代、中国は弾道ミサイル開発と宇宙開発を進めており、1967年には独自の有人宇宙飛行計画である曙光1号を始めた。これらを成功させるにあたって、中国領外からの長期に渡る精密な観測が必要であることが一つの課題であった。当時、中ソ対立が激しく、大半の国が中華民国と国交を結んでおり、中国は国際的に孤立状態にあった。そのため、他国に追跡局を設けることは難しく、艦船による観測追跡が行われることになった。

## 船体
その任務は、現地の気象観測から、人工衛星とミサイルの観測、追跡、制御、分析、それらを悪天候にも耐えながら海上で長期に渡って行い、本国に報告することである。そのためには巨大な船体とその姿勢制御システム、レーダーや光学観測機などの数多くの高度な観測装置や通信装置、数百人の技術者を長期間適切に養う広い船室やプールなどの保養設備が要求された。さらに、着水したミサイルを回収し、何らかの事故により急遽地球に帰還して着水するかもしれない宇宙船と宇宙飛行士の救出と治療に備える任務も含まれた。運用初期の眼目は特に発射されたミサイルの追跡にあったが、宇宙開発の拡大と技術向上により、現在では宇宙船への指揮までも行うことができる。また、おそらくは他国のミサイルや衛星の追跡も行っていると考えられている。

## 運用
遠望型衛星追跡艦は、全艦が人民解放軍海軍の衛星海上測控部（衛星海上観測制御部）に所属しており、蘇州を定係港としている。ファンネルマークは長らく「赤い星に3本の青い波線」であったが、遠望6号は水色地に衛星海上測控部の英名略称である「CSMTC」が黒字で書かれたものになっている。
遠望は任務のため太平洋、大西洋、インド洋に広く散らばり、長期に渡って行動する。そのため中国は船上観測において世界でも有数のノウハウを持つ国になったと言われている。中国は宇宙開発のためにパキスタンやケニア、ナミビアに複数の拠点を持っているが、特に重要な太平洋域では、キリバスのタラワに宇宙観測基地を設けたこともある。しかし、2003年11月にキリバスが台湾と外交関係を持ったことに反発した中国がキリバスと国交を断交し、その際に宇宙観測基地も撤退したことで太平洋域の観測基地がなくなってしまったため、遠望による船上観測の重要性はあがっている。
2008年4月と2011年7月にはデータ中継衛星「天鏈1号」が打上げられ、神舟7号の運用から使われるようになった。その後、中国のミサイル・衛生追跡は、データ中継衛星と遠望型衛星追跡艦、地上局を組み合わせた追跡運用が行われている。

## 各艦の要目・運用状況

### 遠望1号/2号

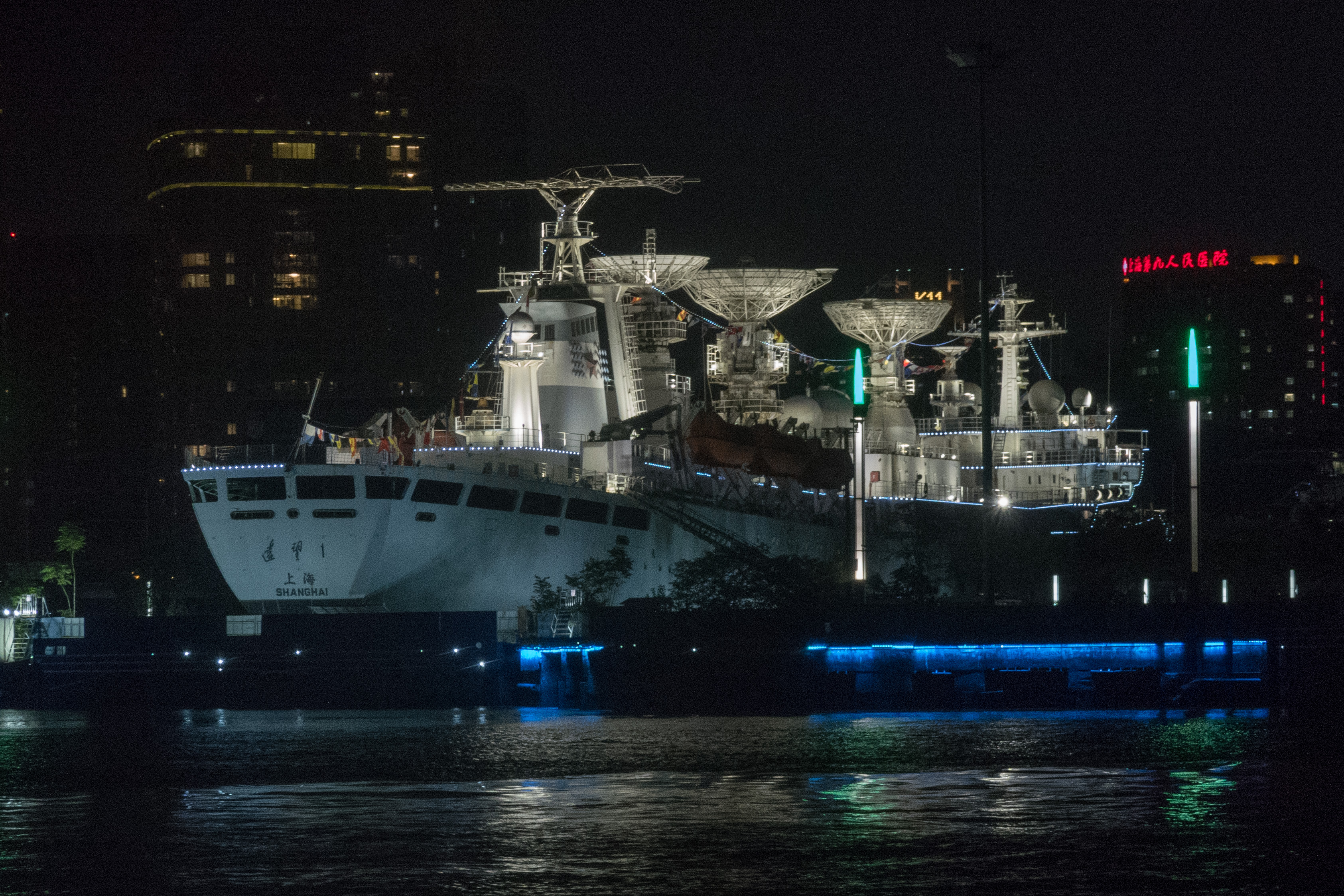
上海で保存される遠望1号（2019年10月）

1960年代半ばから、大陸間弾道ミサイル開発のために落下地点となる南太平洋に派遣する追跡艦の構想が練られ、その結果第一世代にあたる遠望1号が1977年8月31日に、遠望2号が1978年9月1日に上海の江南造船廠（現・江南造船）で進水した。CバンドとSバンドの追跡用レーダーを装備し、短波・極超長波・極超短波帯での通信が可能だった。
遠望1号は1978年、遠望2号は1979年に就役した。1980年3月にはミサイルの実射演習のために、2隻と補給艦、サルベージ船、さらに護衛のための駆逐艦まで加わって編成された17隻の一大観測船団が、南太平洋はフィジー近辺に進出した。この船団は、5月に行われた大陸間弾道ミサイル「東風5号」の試射でミサイルを観測した。1982年には、潜水艦発射弾道ミサイル「巨浪1号」の実射も同様に追跡した。また、1988年に始まった中国初の静止衛星「東方紅2号」シリーズなど、人工衛星打ち上げ時の支援追跡も多く行った。
遠望1号/2号は1986年に海外の商業衛星の打上げ受注に対応するための近代化改造を受け、1996年にもう一度将来の有人宇宙飛行計画（後の神舟シリーズ）のための大改造を施された。これにより搭載機器は3号と同程度の能力にアップグレードされたと考えられている。神舟計画では、遠望1号は日本海に展開し、衛星分離のモニターと太陽電池パドルの展開コマンドの送信をサポートした。遠望2号は南太平洋に展開し、初期のパーキング軌道への投入確認を行った。
遠望1号/2号は、2008年の神舟7号の追跡支援を終えた後に退役した。遠望1号は55回のミサイル・人工衛星追跡を行い、遠洋航海は44回、航行日数は2,600日以上、航行距離は44万海里に及ぶ。遠望1号は2010年に建造された江南造船に引き取られ、博物館船として愛国教育に用いられている。
性能諸元
- 全長:191m
- 全幅:20.6m
- 喫水:9m
- 全高:38m（遠望1号）、38.5m（遠望2号）
- 満載排水量:21,157t（遠望1号）、21,000t（遠望2号）
- 主機:蒸気タービン
- 出力:16,000馬力
- 速力:18ノット

### 遠望3号

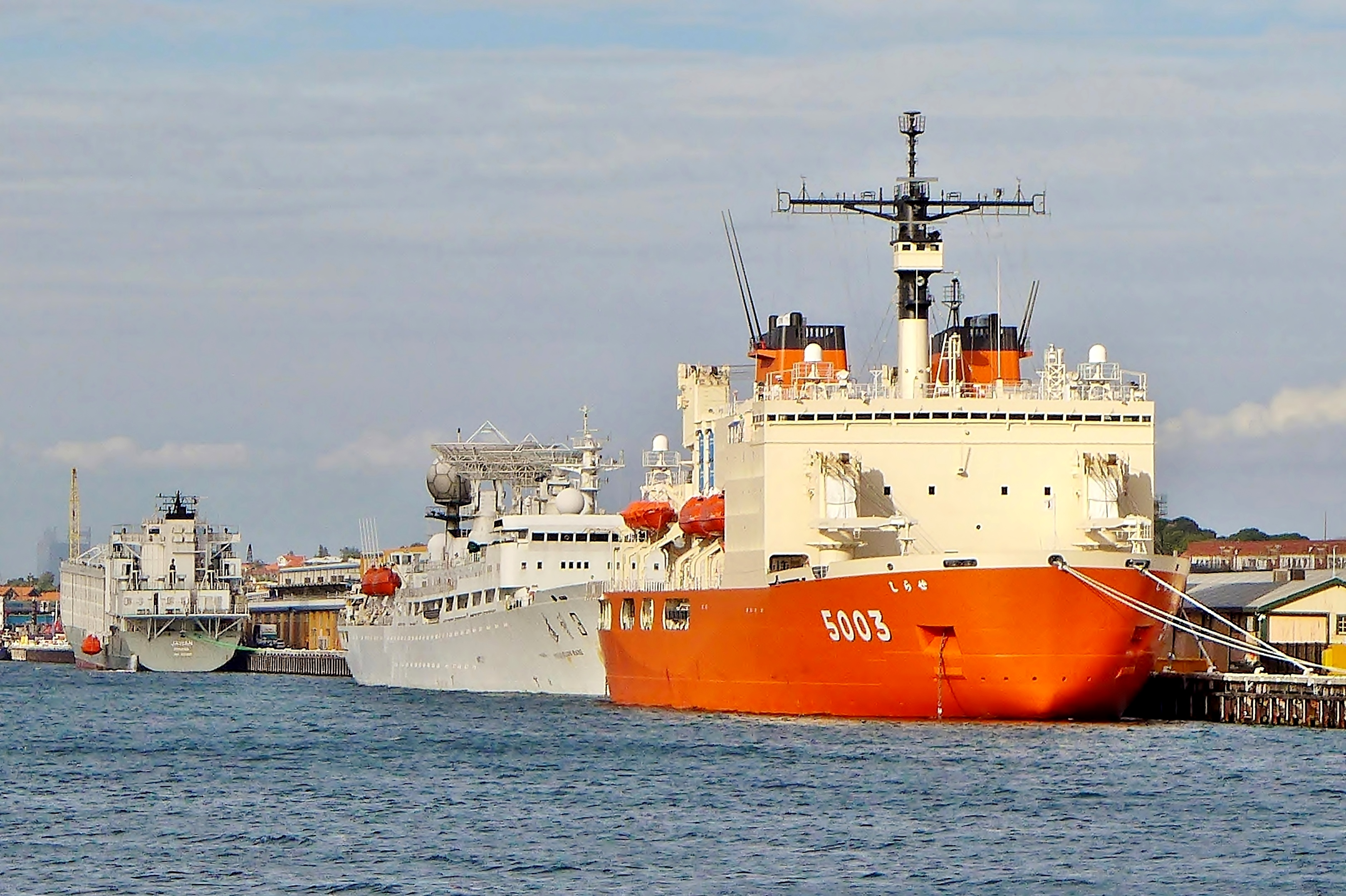
フリーマントル（オーストラリア）で「しらせ」の奥に停泊する遠望3号（2015年12月4日）

遠望3号は、遠望1号/2号の実績からより本格的な衛星追跡能力と有人宇宙飛行の支援に従事できる能力を求めて建造された第二世代の衛星追跡艦である。上海の江南造船所で建造され、1995年に就役した。神舟計画の重要な役割を担う艦として当初から計画され、極めて高度な機器類を搭載し、多数の技術者が乗船するため「浮かぶ科学の城」と呼ばれた。神舟計画では大気圏再突入をサポートするために南大西洋のアフリカ沖に展開し、「神舟5号」の大気圏再突入指令もこの艦から発せられた。格納庫は持たないが、後部にはヘリコプター甲板を装備している。
性能諸元
- 全長:180m
- 全幅:22.2m
- 喫水:8m
- 満載排水量:16,792t
- 主機:ディーゼルエンジン
- 速力:20ノット
- 航続距離:18,000海里

### 遠望4号
遠望4号は新規建造ではなく、1970年代末に建造されミサイルの再突入体の回収などに使われた海洋調査船向陽紅10号のクレーンや通信マストを撤去して、衛星追跡用のレーダーアンテナを設置するなどの改造をして1999年に再就役させたものである。追跡と通信中継が主な役割で、他の艦のようなコマンド送信能力はない。神舟計画では南太平洋に展開し、宇宙船と北京の管制センターの間で映像と音声の中継を担当した。2007年半ばに火災事故を起こしてひどい損傷を受けたため、退役となった。
性能諸元
- 全長:156.2m
- 全幅:20.6m
- 喫水:7.5m
- 満載排水量:13,000t
- 速力:20ノット
- 航続距離:18,000海里

### 遠望5号/6号

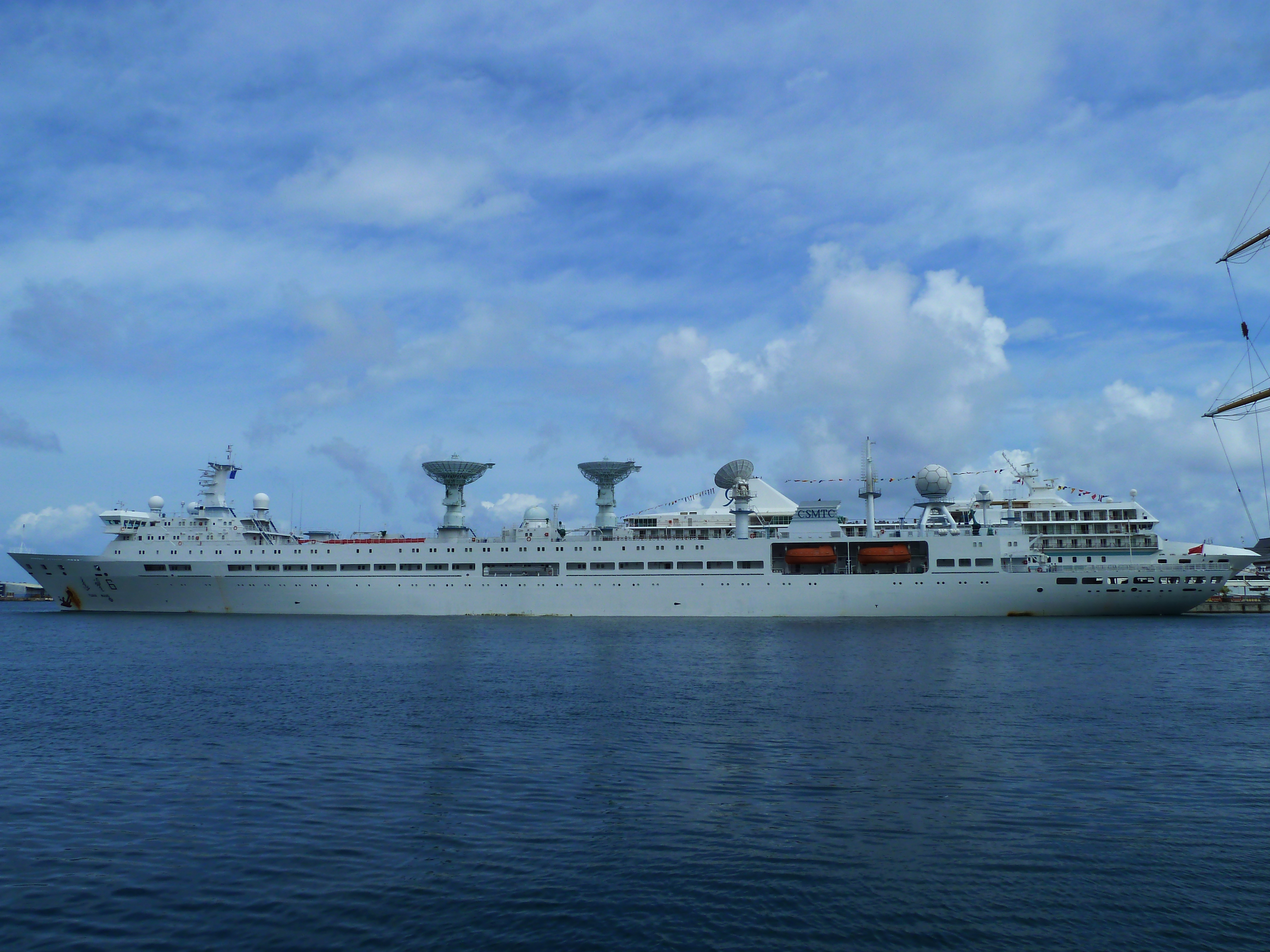
パペーテ（フランス領ポリネシア）における遠望6号（2011年12月28日）

第三世代衛星追跡艦で、遠望5号は2007年9月に、遠望6号は2008年4月に江南造船所で竣工した。外観は2008年に就役した920型病院船に類似しており、艦体を共有している可能性がある。遠望6号は当初4号の代替とし、改めてこの艦を4号と命名するとの報道があったが、その後6号として竣工した。また、第一世代である遠望1号/2号の代替とも考えられている。USB(unified S-band)追跡レーダー・通信アンテナ、Cバンド追跡レーダー、レーザー測距機器などを装備している。遠望6号は遠望5号とほぼ同型であるが、ミッション管制センターを2つのフロアに装備している。
遠望5号は2010年のタンジュンプリオク（インドネシア）寄港時に一般公開された。2022年8月16日には、中国宇宙ステーションの実験モジュール「問天」の打ち上げ支援中、補給のためにスリランカのハンバントタ港に入港した。ハンバントタ港は中国の支援で整備された港で、債務返済が不可能になったスリランカ政府が99ヶ年の運営権を引き渡したばかりだった。遠望5号の寄港にスリランカの隣国であるインドが警戒感を表し、遠望5号を「スパイ船」と批判した。これに対し中国外交部は、「遠望5号が行う海洋科学調査は国際法と国際慣例に沿うもので、いかなる国の安全や経済利益にも影響しない。他国の干渉を受けるいわれはない」と反論した。
遠望6号は竣工後、2008年9月の「神舟7号」の海上観測が初任務となった。その後、2009年4月29日から5月4日に香港に寄港時に一般公開された。2013年12月の「嫦娥3号」打ち上げでは、遠望6号が赤道付近の太平洋に展開し、月面への追跡を行った。
性能諸元
- 全長:222.2m[4]
- 全幅:25.2m[4]
- 喫水:8.2m
- 全高:40.85m[4]
- 満載排水量:25,000t
- 主機:ディーゼルエンジン（出力不明）
- 設備:大形型パラボラアンテナ（3基）、衛星通信アンテナ（6基）、光学観測ドーム（1基）、ヘリポート、格納庫

### 遠望7号
遠望7号は2014年10月10日に江南造船所で起工され、2016年7月12日に就役した。三大洋の北緯・南緯60度の海域を航行可能で、3基の大形パラボラアンテナと衛星通信アンテナ、光学観測ドームを搭載する。設計は完全に自国設計としており、観測機器の誤差は数cmレベルとされている。
遠望7号は就役後、「神舟11号」や「天宮2号」の追跡支援に用いられたほか、2019年には「北斗2号」の打ち上げを支援した。
性能諸元
- 全長:220m
- 全高:40m
- 排水量:25,000t
- 満載排水量:30,000t
- 連続航行日数:100日

### 遠望21号/22号
遠望21号/22号は、7号までの衛星やロケットの追跡ではなく、宇宙ロケットを中国本土から海南島の文昌衛星発射場に運搬する輸送艦として建造された。艦形は大きく異なり、貨物船と同様の船倉を有し、ロケットやロケットを収めた輸送コンテナを積載できる。船倉の中央には、ロケットやコンテナを積み下ろしするための120t級大形クレーンを2基装備する。遠望21号/22号の2隻は同型艦で、2隻1組で長征5号を1基を輸送できる。任務は大きく異なるが、所属は他の遠望号と同じ中国衛星海上測控部である。
遠望21号/22号は2012年4月1日に江南造船所で起工され、2013年5月6日に中国衛星海上測控部へ引き渡された。2016年8月16日に最初の輸送任務を始め、7日間かけて長征5号を天津から文昌へ輸送した。
性能諸元
- 全長:130m
- 全幅:19m
- 全高:37.2m
- 満載排水量:9,080t
- 耐候風速:32.6m/秒